# Ritratto della terza moglie
Ritratto della terza moglie è un dipinto eseguito da Giovanni Fattori nel 1905 con la tecnica dell'olio su tela. Si trova esposto nel Museo civico Giovanni Fattori di Livorno.
Il pittore macchiaiolo effigiò in quest'opera la terza moglie Fanny Martinelli, da lui sposata dopo essere rimasto vedovo di Marianna Bigazzi. Le due donne erano molto amiche. Fanny Martinelli morì nel 1908, pochi mesi prima di Fattori.
L'opera è firmata e datata nell'angolo inferiore destro.